# Tang postérieurs
923–936
Entités précédentes :
- Liang postérieurs

Entités suivantes :
- Jin postérieurs

La dynastie des Tang postérieurs ou Hou Tang régna en Chine de 923 à 936 lors de la période des Cinq Dynasties. Elle fut précédée par la dynastie des Liang postérieurs (Hou Liang) et suivie par la dynastie des Jin postérieurs (Hou Jin). Il s'agit d'une dynastie d'origine turque.

## Liste des empereurs
1. Zhuanzong (en) (Li Cunxu) (923-926)
2. Mingzong (Li Siyuan) (926-933)
3. Mindi (en) (Li Conghou) (934-934)
4. Modi (en) (Li Congke) (934-936)

### Films
- La Cité interdite